# Higher (album Alicji Boratyn)
Higher – debiutancki album polskiej wokalistki Alicji Boratyn, wydany w 2007 roku pod pseudonimem Ala.

## Tło
Album ukazał się nieco ponad rok po odejściu Ali z zespołu Blog 27. Początkowo płyta miała się ukazać w październiku, jednak ostatecznie została wydana 12 listopada 2007. Zawiera materiał utrzymany w stylistyce pop-rockowej, stworzony głównie we współpracy z Jackiem Perkowskim z grupy T.Love. Pierwszym singlem zostało nagranie „Angel”, które cieszyło się popularnością w mediach, a w 2008 album promowały piosenki „Don't Believe Them” i „The Shadow Lands”. Sam album jednak nie osiągnął sukcesu wydawniczego i nie wszedł na listę sprzedaży OLiS w Polsce.

## Lista utworów
1. „Angel” – 3:29
2. „Don't Believe Them” – 3:41
3. „Darling” – 4:12
4. „A La La Song” – 3:02
5. „Losing My Head” – 3:57
6. „The Shadow Lands” – 3:32
7. „I Never Know” – 3:20
8. „Higher” – 4:12
9. „I Don't Like You” – 4:25
10. „Strange New Feeling” – 3:55
11. „We're Going Nowhere” – 4:09
12. „Porque te vas” (Wersja akustyczna) – 3:32
13. „Angel” (Wersja akustyczna) – 3:27
14. „I Don't Like You” (Wersja akustyczna) – 4:29